# Detroit Institute of Arts
Detroit Institute of Arts (DIA) – muzeum sztuki położone w Detroit przy 5200 Woodward Avenue w odległości ok. 5 km od centrum miasta, w pobliżu Uniwersytetu Wayne State. W jego skład wchodzi ponad 100 galerii mających obecnie powierzchnię 61 130 m². W efekcie zakończonej w 2007 modernizacji powierzchnia wzrosła o 5388 m². Zbiory sztuki Detroit Institute of Arts, obejmujące dzieje działalności artystycznej człowieka od starożytnego Egiptu do czasów współczesnych, należą do sześciu największych zbiorów sztuki w Stanach Zjednoczonych. Budynek muzeum został uznany za jeden z najcenniejszych architektonicznie na terenie Detroit i bezdyskusyjny punkt orientacyjny miasta. Pierwotny budynek, zaprojektowany przez Paula Philippe’a Creta jest flankowany przez skrzydła północne i południowe. Fasady budynków zostały wykonane głównie z białego marmuru. Detroit Institute of Arts wraz z Biblioteką Publiczną Detroit (Detroit Public Library) i Horace H. Rackham Education Memorial Building stanowi część centrum kulturalno-historycznego (Cultural Center Historic District) miasta Detroit, wpisanego na listę Miejsc Historycznych USA (National Register of Historic Places).
Pierwszy obraz został podarowany muzeum w 1883. W zbiorach Detroit Institute of Arts znajduje się obecnie ponad 60 000 eksponatów. W skład Detroit Institute of Arts wchodzi m.in. audytorium na 1150 miejsc, biblioteka i zakład konserwacji dzieł sztuki.

## Historia

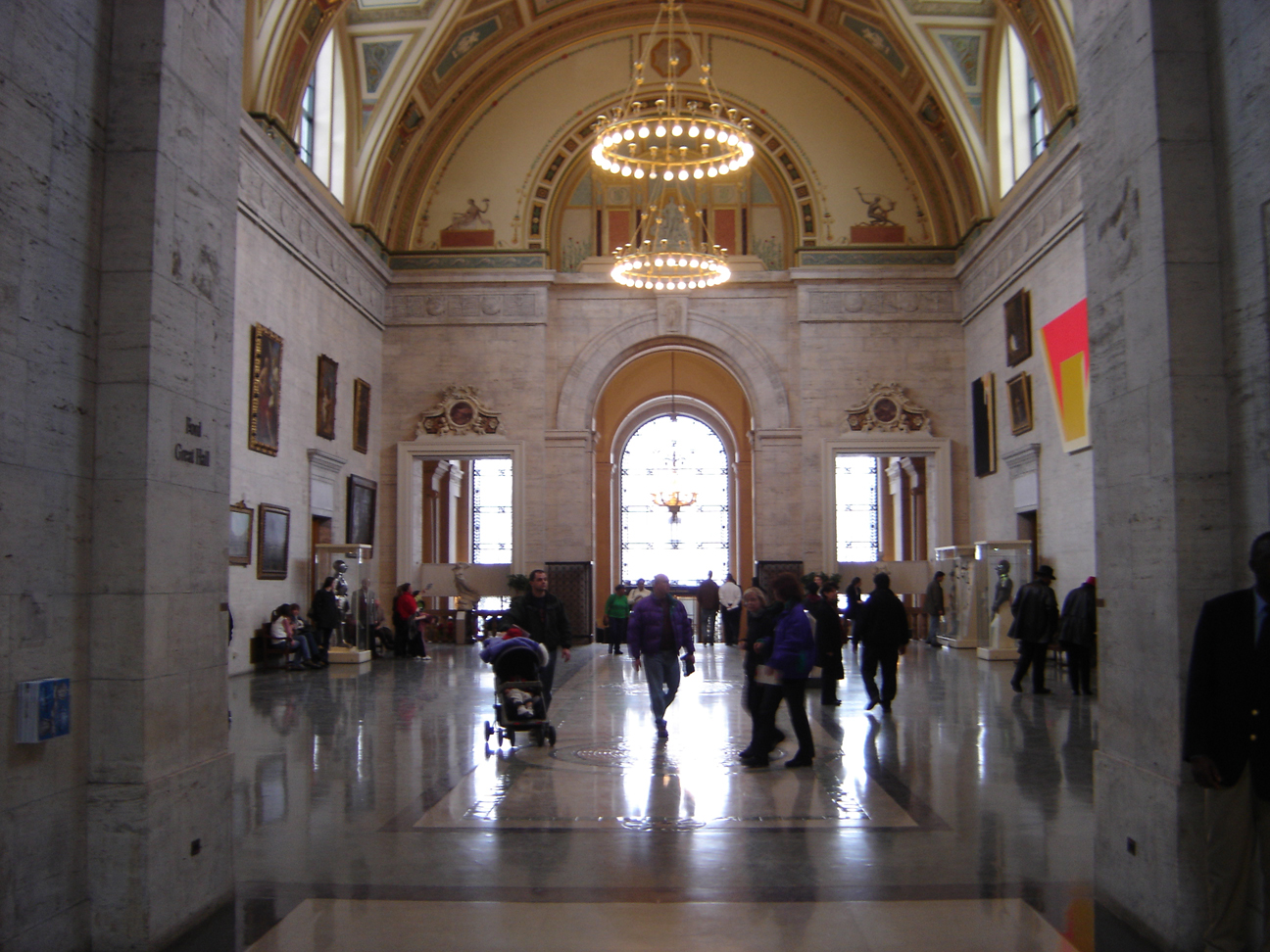
Hall główny muzeum

Początki muzeum sięgają roku 1881, kiedy to magnat prasowy z Detroit, James E. Scripps odbył podróż po Europie. W trakcie podróży pisał on dziennik, w którym zawarł uwagi nt. swej pięciomiesięcznej kulturalno-artystycznej wyprawy wraz z rodziną do Włoch, Francji, Niemiec i Holandii; fragmenty dziennika opublikowała gazeta The Detroit News. Publikacja okazała się na tyle udana, że została wydana w formie książkowej pt. Five Months Abroad (Pięć miesięcy za granicą). Popularność publikacji zainspirowała kierownika działu ogłoszeń gazety, Williama H. Brearleya do zorganizowania w 1883 wystawy sztuki, która spotkała się również z bardzo dobrym przyjęciem.
Brearly przekonał wielu wpływowych obywateli miasta do wsparcia idei założenia stałego muzeum. Muzeum to początkowo nosiło nazwę Detroit Museum of Art. Wśród jego donatorów znaleźli się James Scripps, jego brat George H. Scripps, przedsiębiorcy Dexter Mason Ferry, Christian H. Buhl, gubernator stanu Michigan Russell Alexander Alger, lokalny polityk Moses W. Field, senator James McMillan, Hugh McMillan, George H. Hammond, James F. Joy, Francis Palms, Christopher R. Mabley, Simon J. Murphy, John S. Newberry, Cyrenius A. Newcomb Sr., Thomas W. Palmer, Philo Parsons, George B. Remick, Allan Shelden, David Whitney Jr., George V.N. Lothrop i Hiram Walker. Scripps przekazał największą indywidualną donację w wysokości 50000 dolarów, która umożliwiła nadanie osobowości prawnej Detroit Museum of Art z dniem 16 kwietnia 1885. Zbudowany w stylu romańskim budynek muzeum, położony przy skrzyżowaniu East Jefferson i Hastings otworzył swoje podwoje 1 września 1888. W 1889 Scripps przekazał na rzecz muzeum 70 obrazów reprezentujących malarstwo europejskie, wartych w owym czasie 75 000 dolarów. W latach następnych wsparcie dla muzeum nadeszło ze strony lokalnych filantropów jak Charles Lang Freer, potentatów motoryzacyjnych: Dodgesów, Firestonesów i Fordów, zwłaszcza Edsela Forda i jego żony Eleanor a następnie ich dzieci.
Robert Hudson Tannahill pochodzący z lokalnego rodu właścicieli sieci domów towarowych, był największym dobroczyńcą muzeum, przekazując w ciągu swojego życia wiele dzieł na jego rzecz. W roku swojej śmierci w 1970 podarował muzeum dużą kolekcję malarstwa europejskiego, w tym dzieła takich artystów jak: Paul Cézanne, Vincent van Gogh, Paul Gauguin, Edgar Degas, Georges Seurat, Henri Rousseau, Henri Matisse, Pablo Picasso, Constantin Brâncuși, ważne prace niemieckiego ekspresjonizmu, obszerną kolekcję sztuki afrykańskiej oraz dotację na poczet przyszłych zakupów muzeum.
Część bieżącego wsparcia muzeum pochodzi od rządu stanowego w zamian za organizowanie przez muzeum programów o charakterze ogólnostanowym obejmujących poznawanie i rozumienie sztuki oraz świadczenie usług konserwacyjnych na rzecz innych muzeów stanu Michigan.
W 1922 znany filantrop Horace Rackham podarował muzeum odlew rzeźby Myśliciel Auguste’a Rodina, zakupiony w niemieckiej kolekcji. Rzeźba była wystawiana w czasie, gdy wznoszono nowy budynek muzeum. Po jego zbudowaniu umieszczono ją w głównym hallu. W następnych latach była ona okresowo wynoszona na zewnątrz budynku i ustawiana na postumencie naprzeciwko jego frontu, zwrócona w kierunku Woodward Avenue i biblioteki Detroit Public Library położonej po przeciwnej stronie ulicy.
1922 Muzeum zakupiło jeden z Autoportretów Vincenta van Gogha; był to pierwszy obraz van Gogha, jaki znalazł się w amerykańskich muzeach.
W 1932 Diego Rivera namalował na ścianach centralnego dziedzińca muzeum masywne i ekspresyjne murale nazwane razem Detroit Industry. Stanowią one charakterystyczny akcent muzeum miasta, które było jednym z głównych na świecie ośrodków przemysłowych.
W 1950 muzeum zwróciło prawowitemu właścicielowi obraz Claude’a Moneta Sekwana w Asnières; znalazło się tym samym wśród pierwszych placówek, które zwracały dzieła sztuki zagrabione przez nazistów. W 2002 w muzeum odkryto, iż obraz Man-O-War i inne statki na wybrzeżu holenderskim Ludolfa Backhuysena, XVII-wiecznego holenderskiego mistrza obrazów morskich, stanowiący nabytek muzeum w dobrej wierze, pochodzi w rzeczywistości z prywatnej żydowskiej kolekcji w Amsterdamie, zagrabionej w 1942 przez nazistów. Zarząd muzeum skontaktował się z pierwotnym właścicielem obrazu, wypłacił przysługującą mu prawnie rekompensatę a ten zgodził się na włączenie obrazu w skład muzealnej kolekcji, powiększając tym samym znaczący zbiór malarstwa holenderskiego.
W 1970 Anna Thompson Dodge przekazała na rzecz muzeum XVIII-wieczne wyposażenie pokoju muzycznego ze swego domu Rose Terrace.
W 1976 dar Eleanor Ford w wysokości 1 miliona dolarów pozwolił utworzyć w muzeum dział Kultury Afryki ,Oceanii i Nowego Świata.
24 lutego 2006 12-letni chłopiec przykleił kawałek gumy do żucia na abstrakcyjny obraz Helen Frankenthaler Zatoka z 1963. W efekcie powstała niewielka plama. Malowidło, wyceniane w 2005 na 1,5 miliona dolarów, stanowi jedno z najważniejszych w dorobku Frankenthaler. Obraz został poddany konserwacji w przymuzealnym zakładzie konserwatorskim i ponownie udostępniony publiczności pod koniec czerwca 2006.

## Architektura

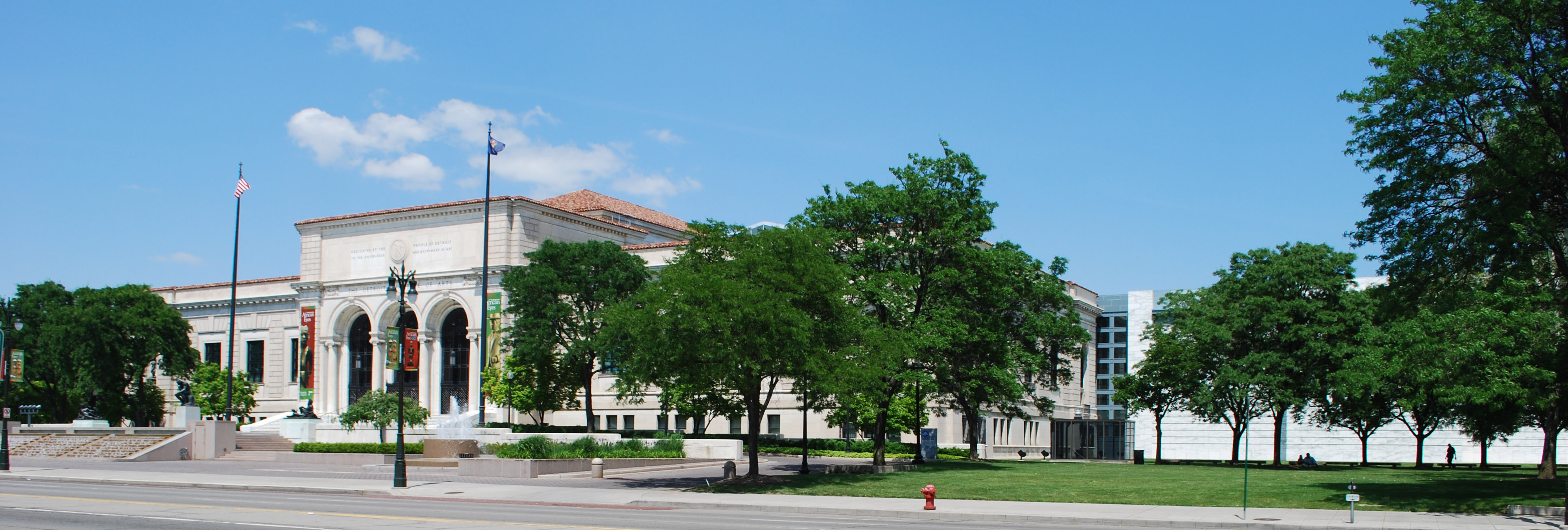
Detroit Institute of Arts.

Przed 1920 powołano komitet w celu wyboru architekta mającego zaprojektować nowy budynek dla przechowywania rosnących zbiorów Detroit Institute of Arts. W skład komitetu weszli: prezes muzeum Ralph H. Booth, William J. Gray, architekt Albert Kahn i przemysłowiec Edsel Ford. Dyrektor muzeum, W.R. Valentiner objął stanowisko dyrektora ds. artystycznych a Clyde H. Borroughs został sekretarzem. Komitet wybrał pochodzącego z Filadelfii architekta Paula Philippe’a Creta jako głównego architekta a na architektów pomocniczych firmę Zantzinger, Borie & Medary oraz dodatkowo firmy architektoniczne z Detroit: Alberta Kahna i C. Howarda Crane’a jako „organ doradczy”.
26 czerwca 1923 położono kamień węgielny pod nowy budynek muzeum zaprojektowany w stylu Beaux-Arts/neorenesansowym a 7 października 1927 zainaugurowano ukończone muzeum.
We wczesnych latach 30. XX w. Edsel Ford i zarząd muzeum zaprosili meksykańskiego malarza Diego Riverę do ozdobienia muralami ścian dziedzińca muzeum. Ford obiecał sfinansować prace. Rivera projektując malowidło skoncentrował się na związku między człowiekiem a maszyną. Poświęcił kilka tygodni na przygotowanie planów; odwiedzał okoliczne fabryki, zwłaszcza Rouge. Detroit jawiło mu się jako ekspresja stali wyrażona w samochodach i drapaczach chmur. Uwagę poświęcił też różnym kategoriom robotników zatrudnionych w fabrykach. Wizerunek fundatora Edsela Forda znajduje się w rogu jednego z murali.
Gotowe dzieło Rivery nie wszystkim przypadło do gustu. Architekt Henry Sheply, bliski przyjaciel głównego architekta Paula Philippe’a Creta, napisał:
Niestety, kilka lat później Zarząd Powierniczy, w niefortunnym momencie, zatrudnił meksykańskiego artystę Diego Riverę do wykonania serii murali na ścianach dziedzińca. Surowe kolory, skala i kompozycja. Zaprojektowane bez odrobiny względu na delikatną architekturę i ornament. To po prostu parodia w imię sztuki.
Tym niemniej murale Rivery wywarły wpływ na wiele pokoleń artystów i zostały ostatecznie uznane jako jeden z najważniejszych przykładów sztuki publicznej XX w.
Dekorację budynku uzupełniły prace w żelazie Samuela Yellina, flizy wykonane w pracowni szkoły Pewabic Pottery i architektoniczna rzeźba Leona Hermanta.
Południowe i północne skrzydła muzeum zostały dobudowane odpowiednio w latach 1966 i 1971. Oba zaprojektował Gunnar Birkerts. Zbudowane z białego marmuru budynki zostały pierwotnie ozdobione okładziną z czarnego granitu, pomyślanej jako tło. Polu dniowe skrzydło dedykowano w latach późniejszych donatorom muzeum, Edselowi i Eleanor Fordom, północne natomiast burmistrzowi Detroit w latach 1962–1970, Jerome’owi Cavanaughowi. Znajdujący się po przeciwnej stronie ulicy budynek Detroit Public Library został zaprojektowany w tym samym stylu i wykonany z tych samych materiałów, co budynek muzeum.

### Modernizacja i rozbudowa

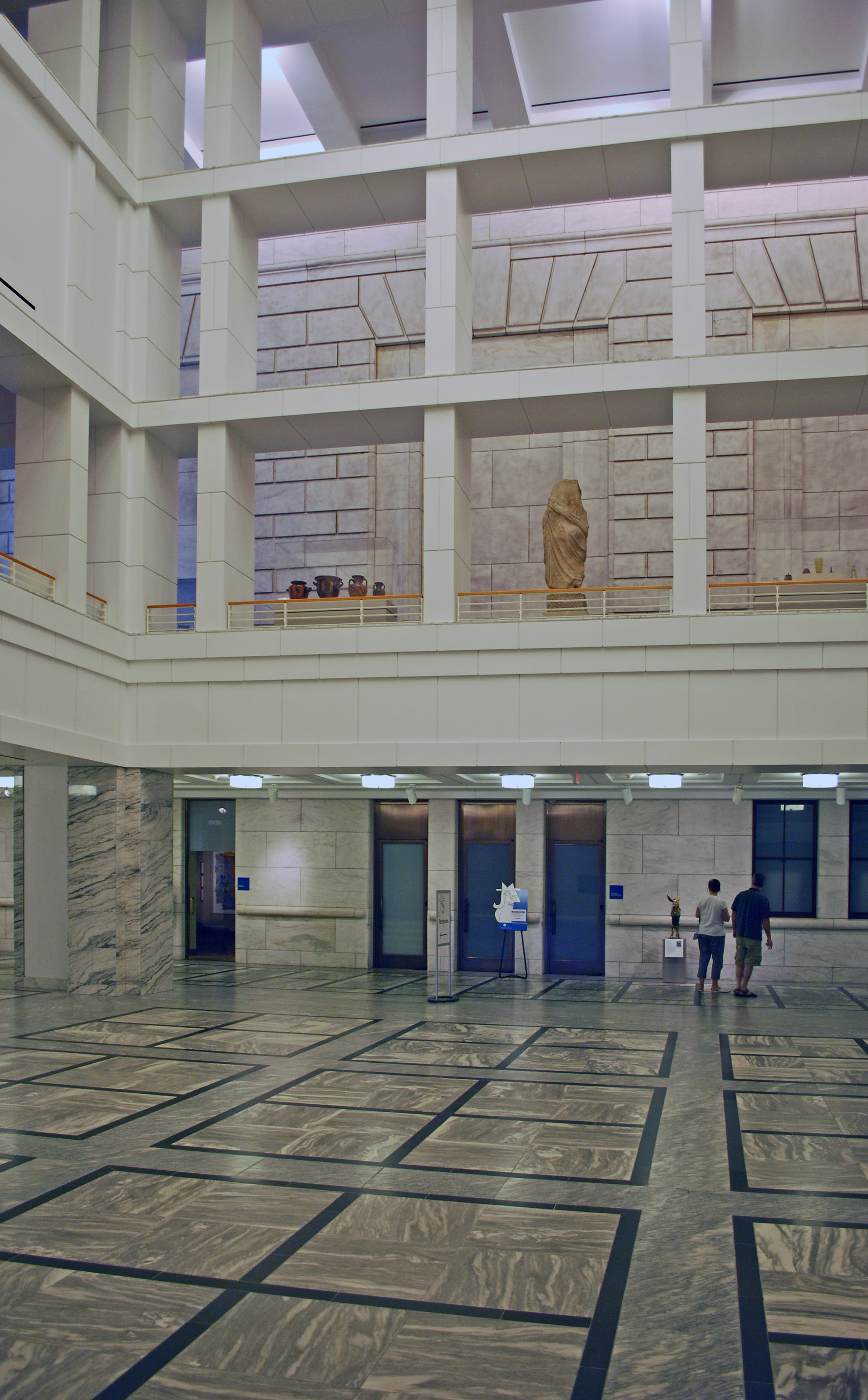
Atrium w nowym budynku

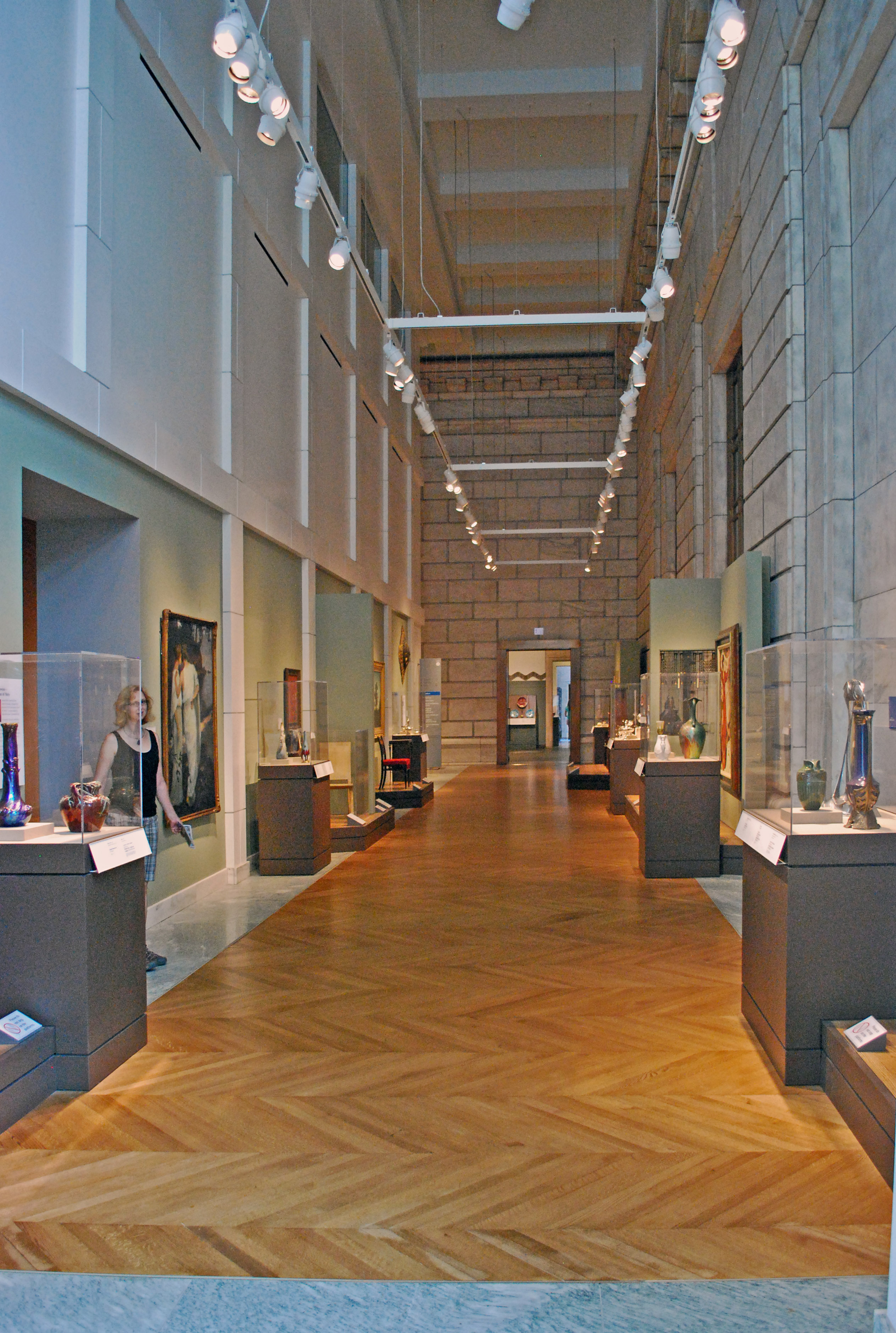
Hall pomiędzy starą a nową częścią

W 2001 zarząd Detroit Institute of Arts podjął modernizację i rozbudowę muzeum. Prace zakończyły się w listopadzie 2007 a ich koszt całkowity wyniósł 158 milionów dolarów. Modernizację nadzorowała firma Michael Graves & Associates. Projekt, wykonywany pod szyldem Master Plan Project, obejmował powiększenie i modernizację skrzydeł północnego i południowego oraz restaurację pierwotnego budynku zaprojektowanego przez Paula Creta.
W efekcie przybyło dodatkowo 5388 m² powierzchni, co dało w sumie 61130 m². Odnowione fasady skrzydeł północnego i południowego wyłożono białym marmurem pochodzącym z tego samego kamieniołomu, co marmur użyty do wykonania głównego budynku muzeum, autorstwa Paula Creta.
Zakrojona na szeroką skalę modernizacja muzeum stanowi znaczący przykład studium w dziedzinie planowania, funkcjonowania, zarządzania i projektowania muzeum.

## Kolekcja

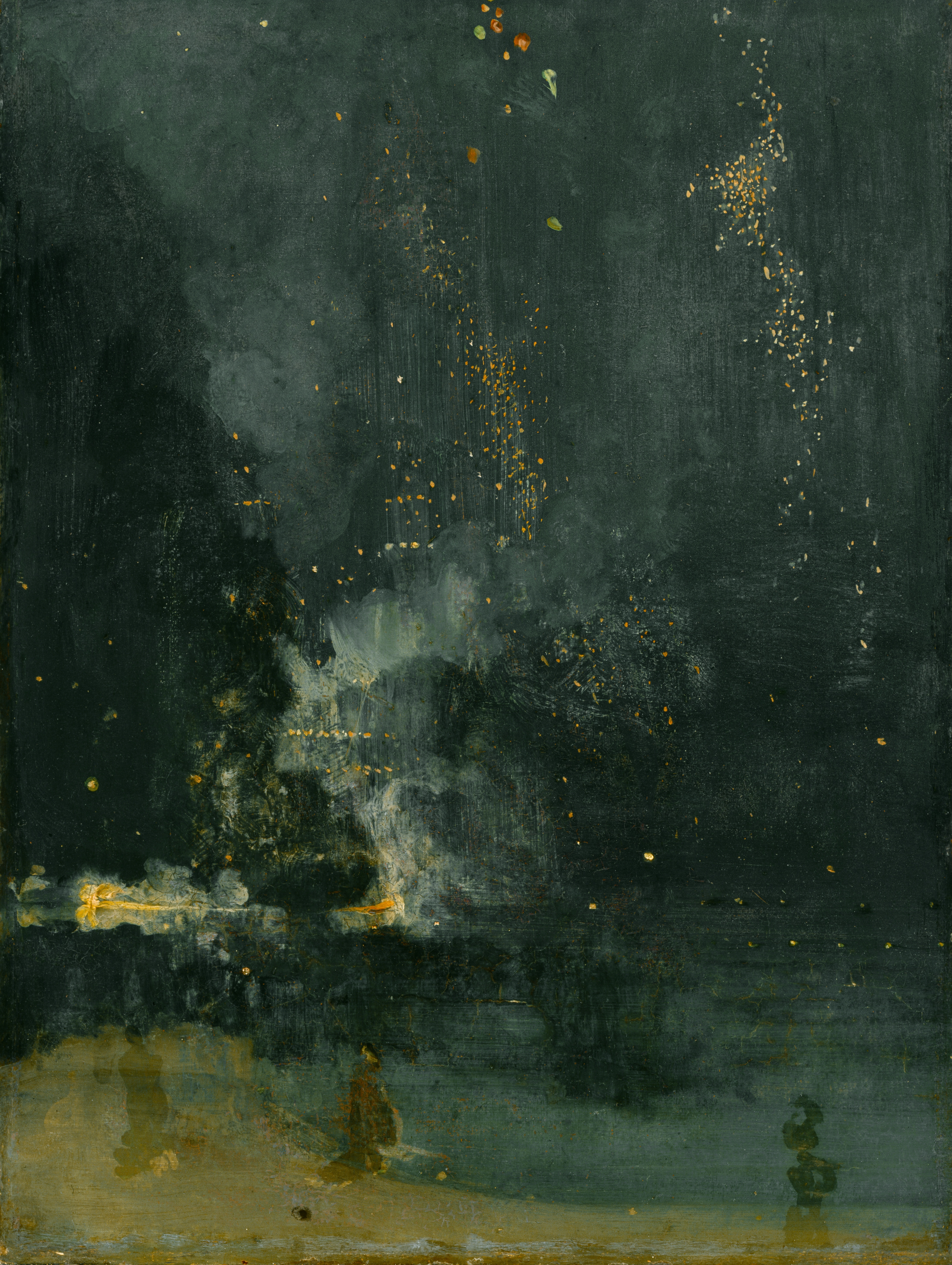
James McNeill Whistler, Nokturn w czerni i w złocie – spadająca raca

W ponad 100 muzealnych galeriach reprezentowana jest sztuka całego świata. Kondygnacje otaczające główny, marmurowy dziedziniec muzeum zdobi cykl fresków Diego Rivery Przemysłowe murale Detroit. Kolekcja broni amerykańskiego magnata prasowego Williama Randolpha Hearsta zdobi natomiast główny hall prowadzący do wielkiego dziedzińca.
Kolekcja sztuki amerykańskiej w Detroit Institute of Arts jest jedną z najbardziej imponujących a pracownicy muzeum sklasyfikowali zbiory malarstwa amerykańskiego na trzecim miejscu wśród muzeów USA. Dzieła artystów amerykańskich zaczęły być gromadzone tuż po założeniu muzeum w 1883. Dziś zbiory te, obejmujące uznane dzieła malarstwa, rzeźby, mebli i sztuki dekoracyjnej XVIII, XIX i XX w., dają ważny pogląd na amerykańską historię. Reprezentowane są też różne rodzaje sztuki współczesnej. Kolekcja sztuki amerykańskiej obejmuje swym zasięgiem dzieła takich artystów jak: John James Audubon, George Bellows, George Caleb Bingham, Alexander Calder, Mary Cassatt, Dale Chihuly, Frederic Edwin Church, Thomas Cole, John Singleton Copley, Leon Dabo, Thomas Wilmer Dewing, Thomas Eakins, Childe Hassam, Robert Henri, Winslow Homer, George Inness, Georgia O’Keeffe, Charles Willson Peale, Rembrandt Peale, Tom Phardel, Duncan Phyfe, Hiram Powers, Sharon Que, Frederic Sackrider Remington, Paul Revere, Augustus Saint-Gaudens, John Singer Sargent, John French Sloan, Tony Smith, Marylyn Dintenfass, Gilbert Stuart, Yves Tanguy, Henry Ossawa Tanner, Louis Comfort Tiffany, Jacques Vesery, Andy Warhol, William T. Williams, Anne Wilson, Andrew Wyeth i James McNeill Whistler.

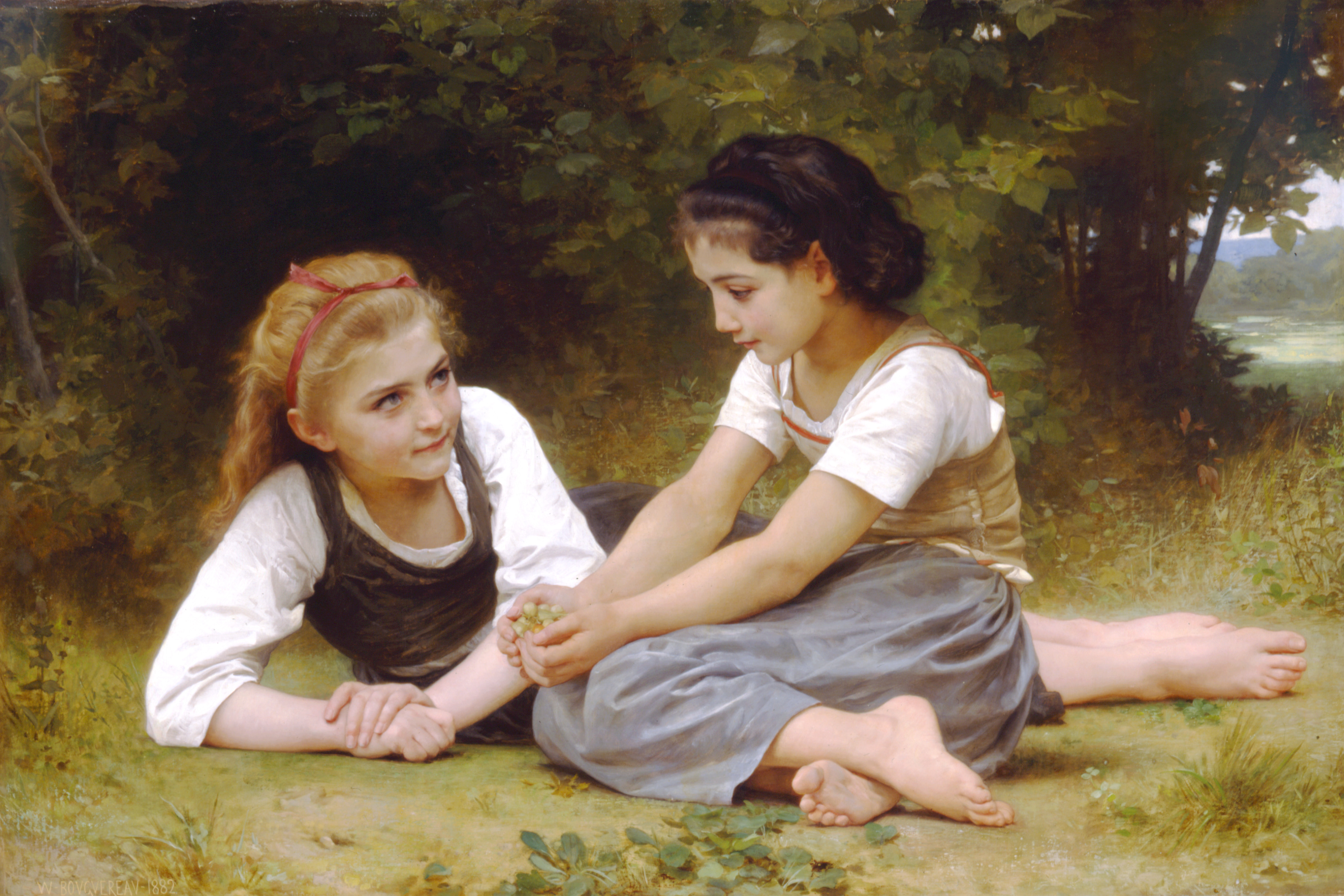
William-Adolphe Bouguereau, Zbieracze orzeszków

Początek XX w. był dla muzeum okresem intensywnego gromadzenia zbiorów. Zakupiono wówczas takie dzieła jak: ceramiczny relief przedstawiający smoki z Bramy Isztar w Babilonie, egipski relief przedstawiający kobiety w żałobie, statuetkę siedzącego pisarza, Taniec weselny Pietera Bruegla, Św. Hieronim w swojej pracowni Jana van Eycka i Madonna z Dzieciątkiem Giovanniego Belliniego. Wczesne nabytki obejmowały dzieła malarstwa francuskiego pędzla takich mistrzów jak: Claude Monet, Odilon Redon, Eugène Boudin i Edgar Degas jak również prace artystów epoki renesansu i baroku: Gerarda ter Borcha, Petera Paula Rubensa, Albrechta Dürera i Rembrandta. W 1922 zakupiono jeden z autoportretów Vincenta van Gogha i Okno Henri Matisse’a; były to pierwsze obrazy tych twórców, które znalazły się w publicznych zbiorach amerykańskich. Późniejsze, ważne nabytki to: Portret kobiety Hansa Holbeina młodszego, Nokturn w czerni i w złocie – spadająca raca Jamesa McNeilla Whistlera a także prace Eugène’a Delacroix, Auguste’a Rodina, Jeana-Baptiste’a Carpeaux i François Rude. Wcześnie też weszły w skład zbiorów muzealnych dzieła niemieckiego ekspresjonizmu autorstwa takich artystów jak: Heinrich Campendonk, Franz Marc, Karl Schmidt-Rottluff, Max Beckmann, Karl Hofer, Emil Nolde, Lovis Corinth, Ernst Barlach, Wilhelm Lehmbruck, Erich Heckel, Ernst Ludwig Kirchner, Paula Modersohn-Becker i Max Pechstein. Krąg artystów z kręgu ekspresjonizmu innych niż niemieccy reprezentują: Oskar Kokoschka, Wassily Kandinsky, Chaim Soutine i Edvard Munch. Do najpopularniejszych dzieł w zbiorach muzealnych należy obraz Zbieracze orzeszków Williama-Adolphe’a Bouguereau.
Obok wymienionych powyżej zbiorów sztuki amerykańskiej i europejskiej kolekcję Detroit Institute of Arts uzupełniają obszerne zbiory dzieł sztuki starożytnej Grecji, Rzymu, kultury Etrusków, Mezopotamii, starożytnego Egiptu a także sztuki islamu, Afryki i Azji.
W grudniu 2010 zainaugurowano stałą galerię prezentującą zbiór różnego rodzaju kukiełek (ponad 800 eksponatów), specjalnie podświetlanych i oryginalnie eksponowanych. W skład kolekcji wchodzą m.in. rzadkie egzemplarze amerykańskich i włoskich marionetek z XVIII w.

### Malarstwo dawnych mistrzów

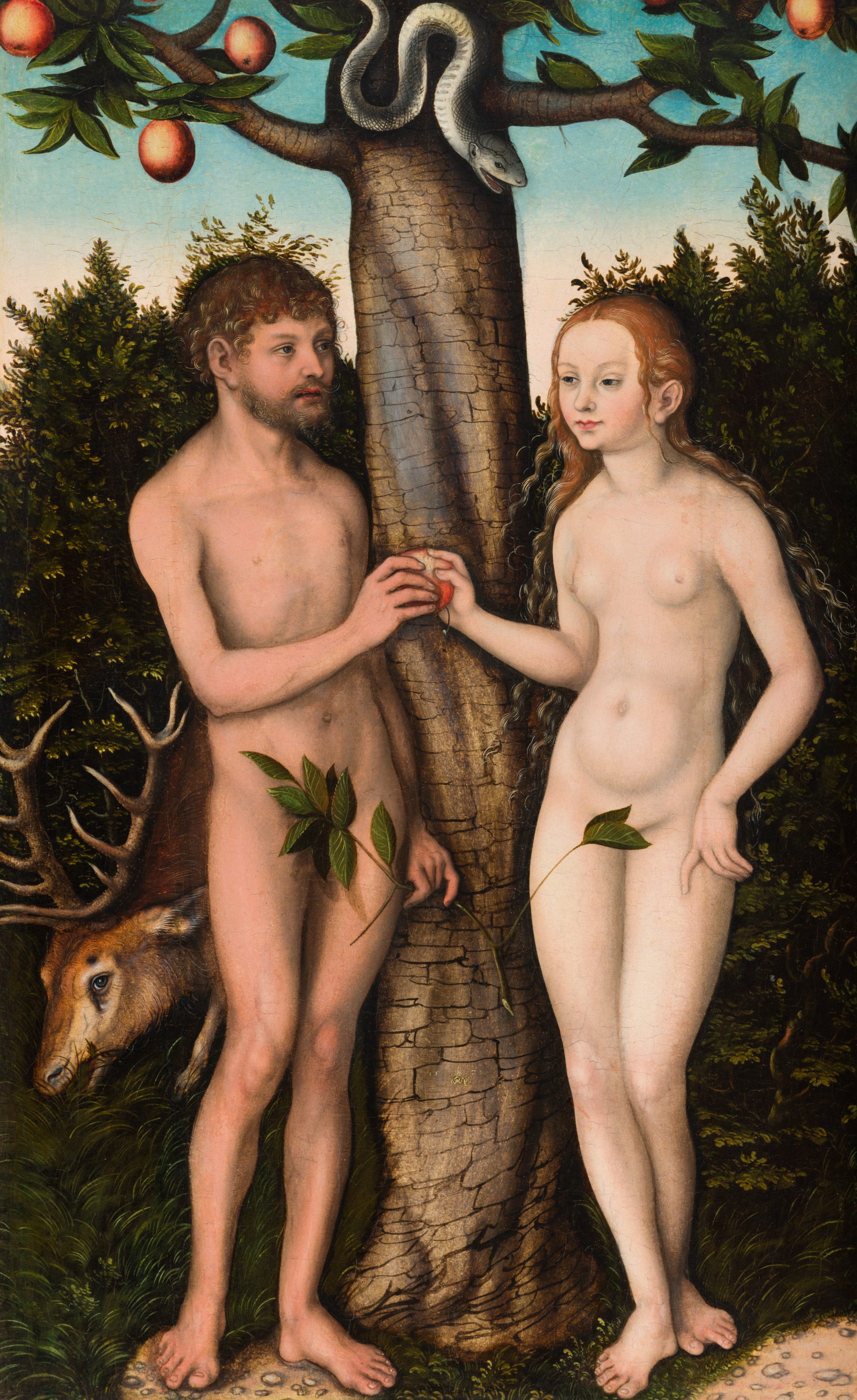
Lucas Cranach Starszy, Adam i Ewa, 1528
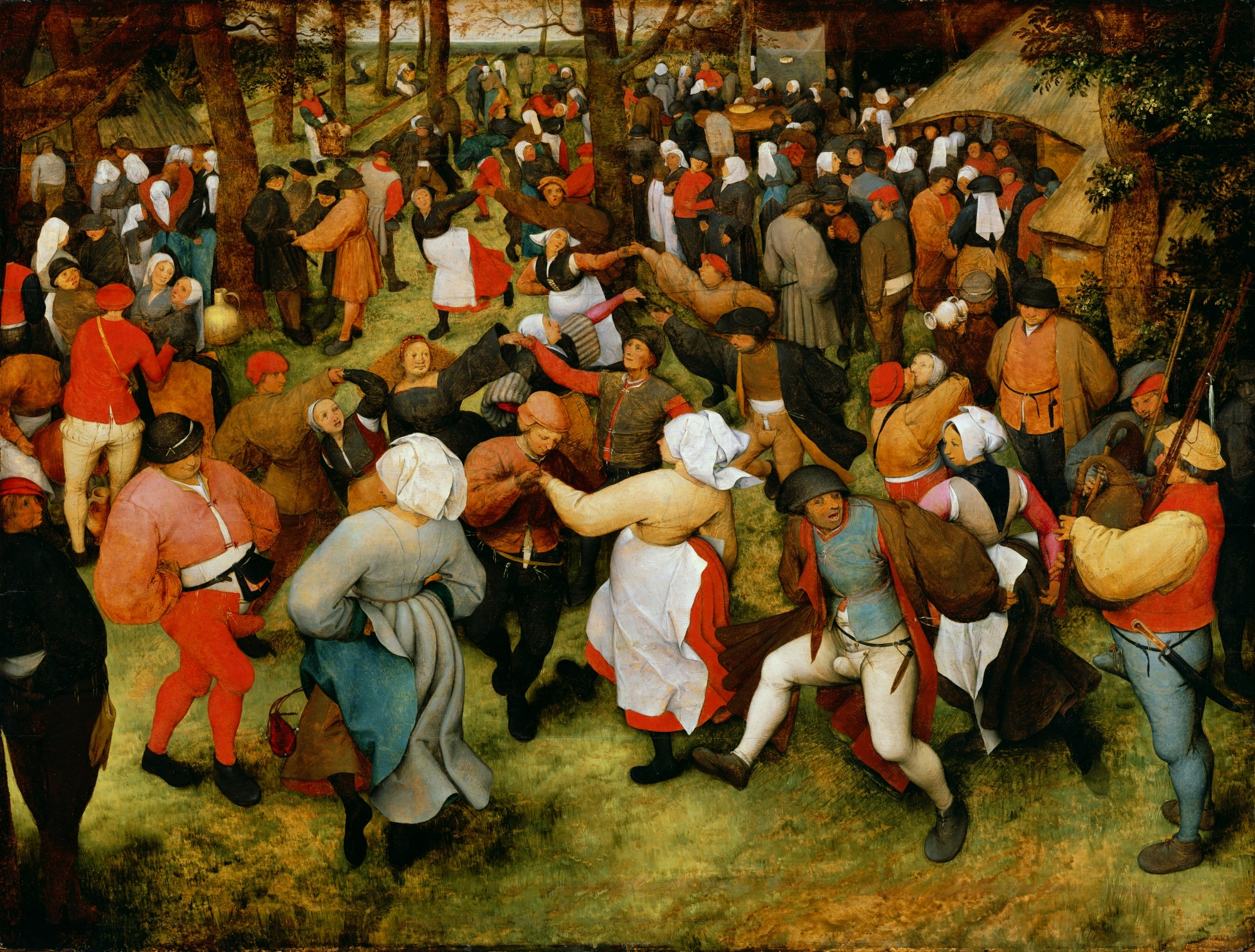
Pieter Bruegel, Taniec weselny, 1566
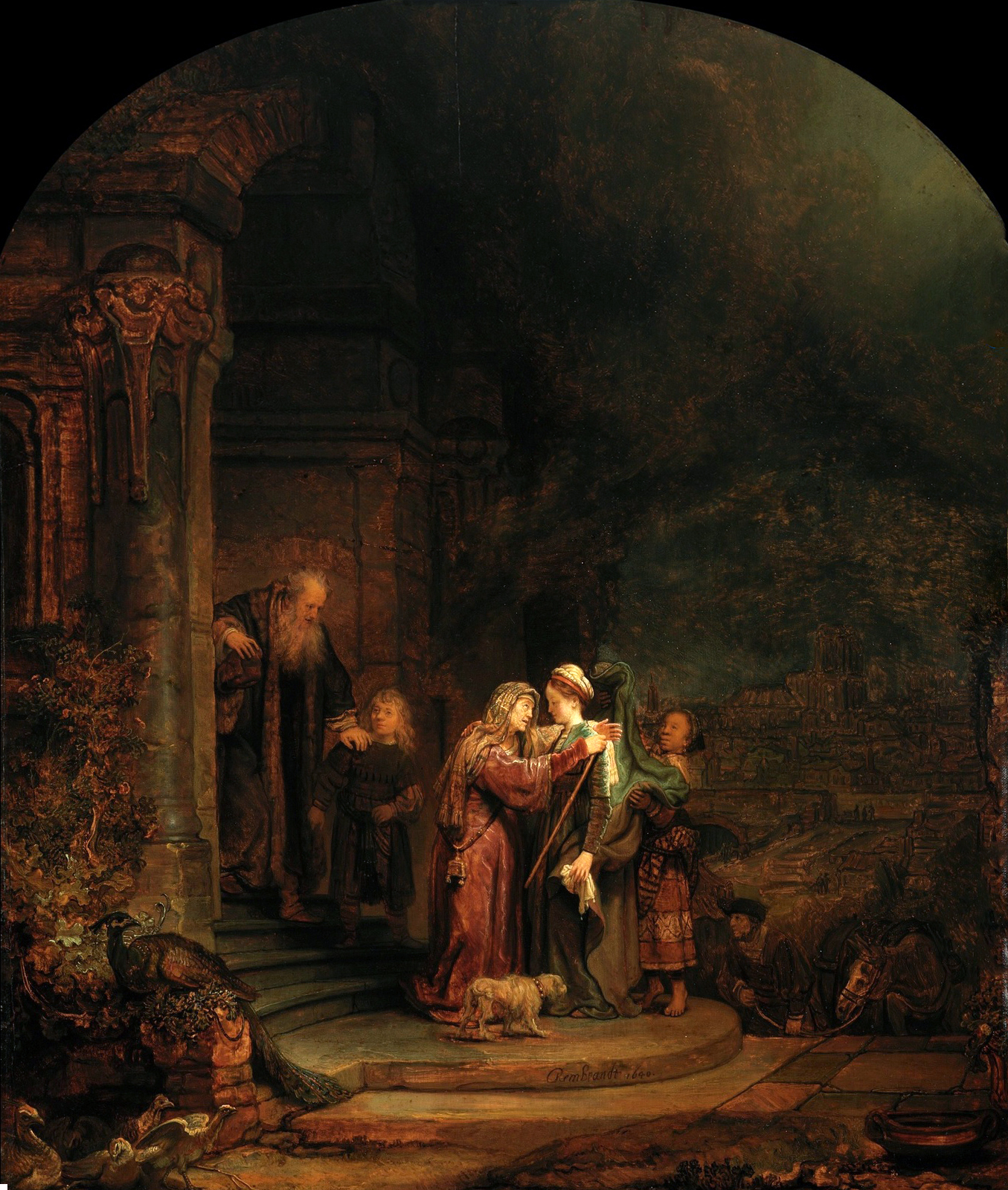
Rembrandt, De visitatie (Lucas 11:39-42), 1640
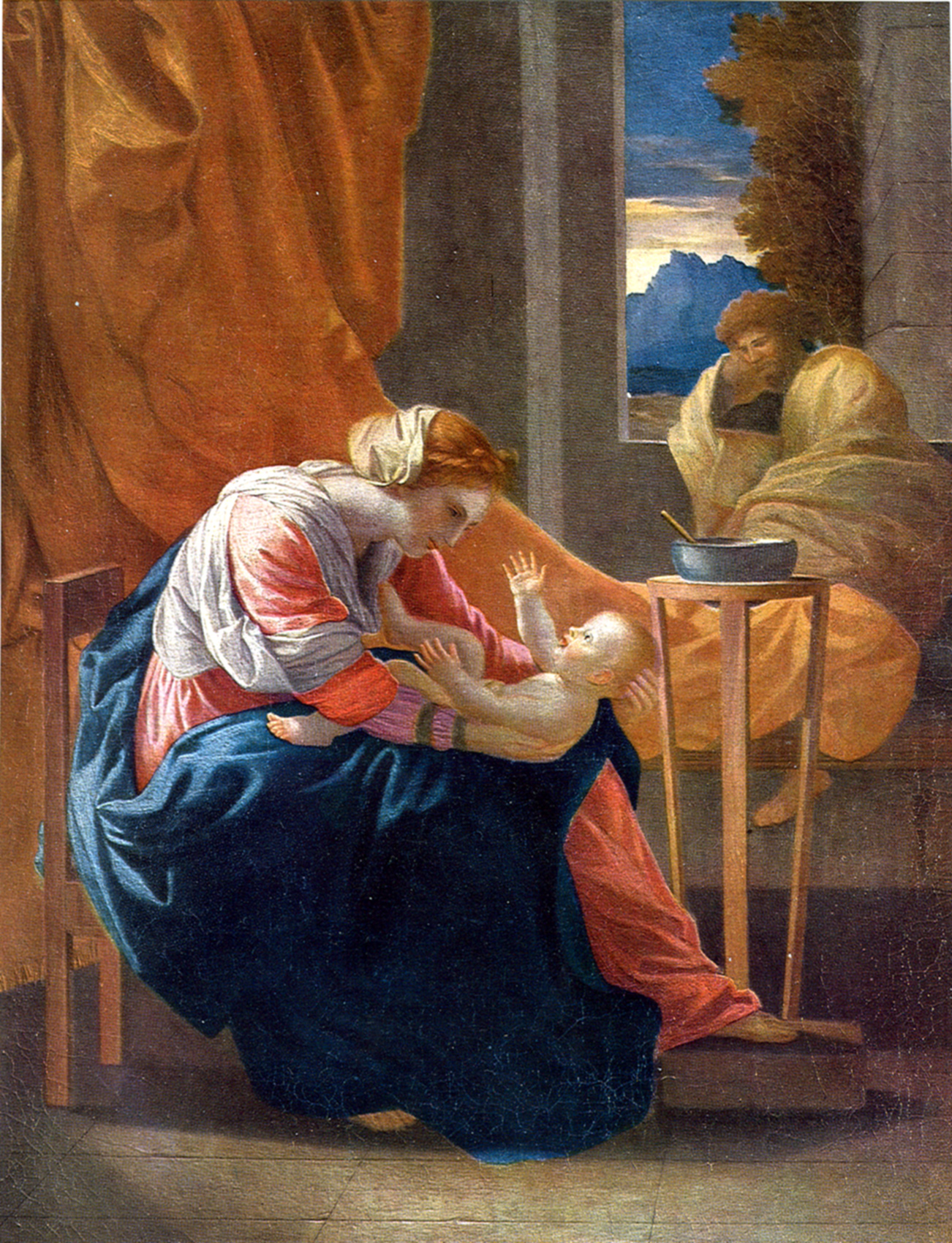
Nicolas Poussin, Święta Rodzina, 1641-1642

### Impresjonizmipostimpresjonizm

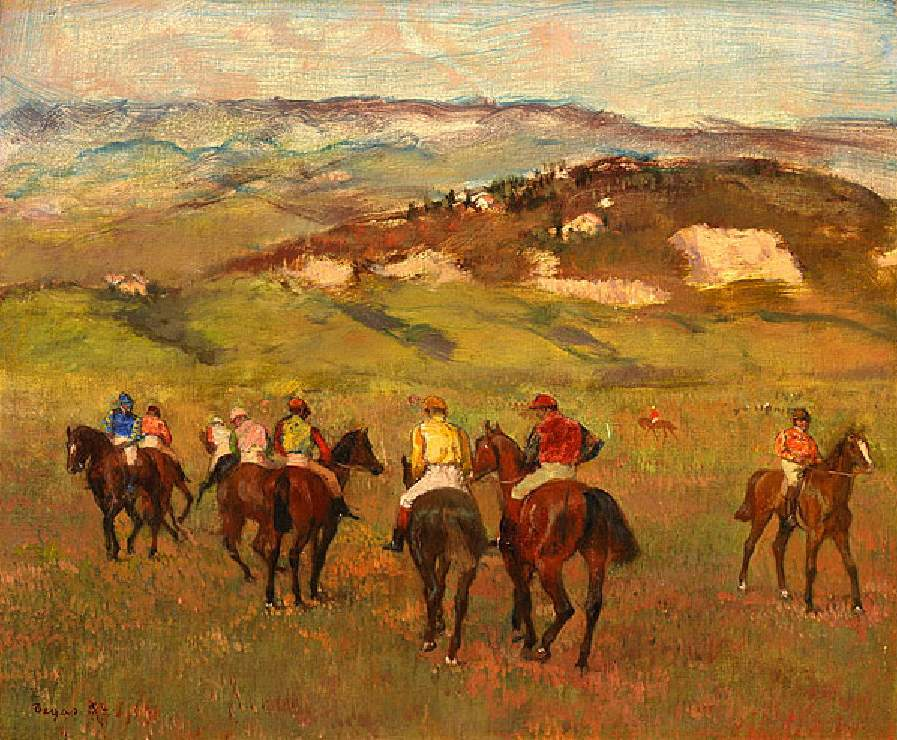
Edgar Degas, Jeźdźcy na koniach przed Distant Hills, 1884
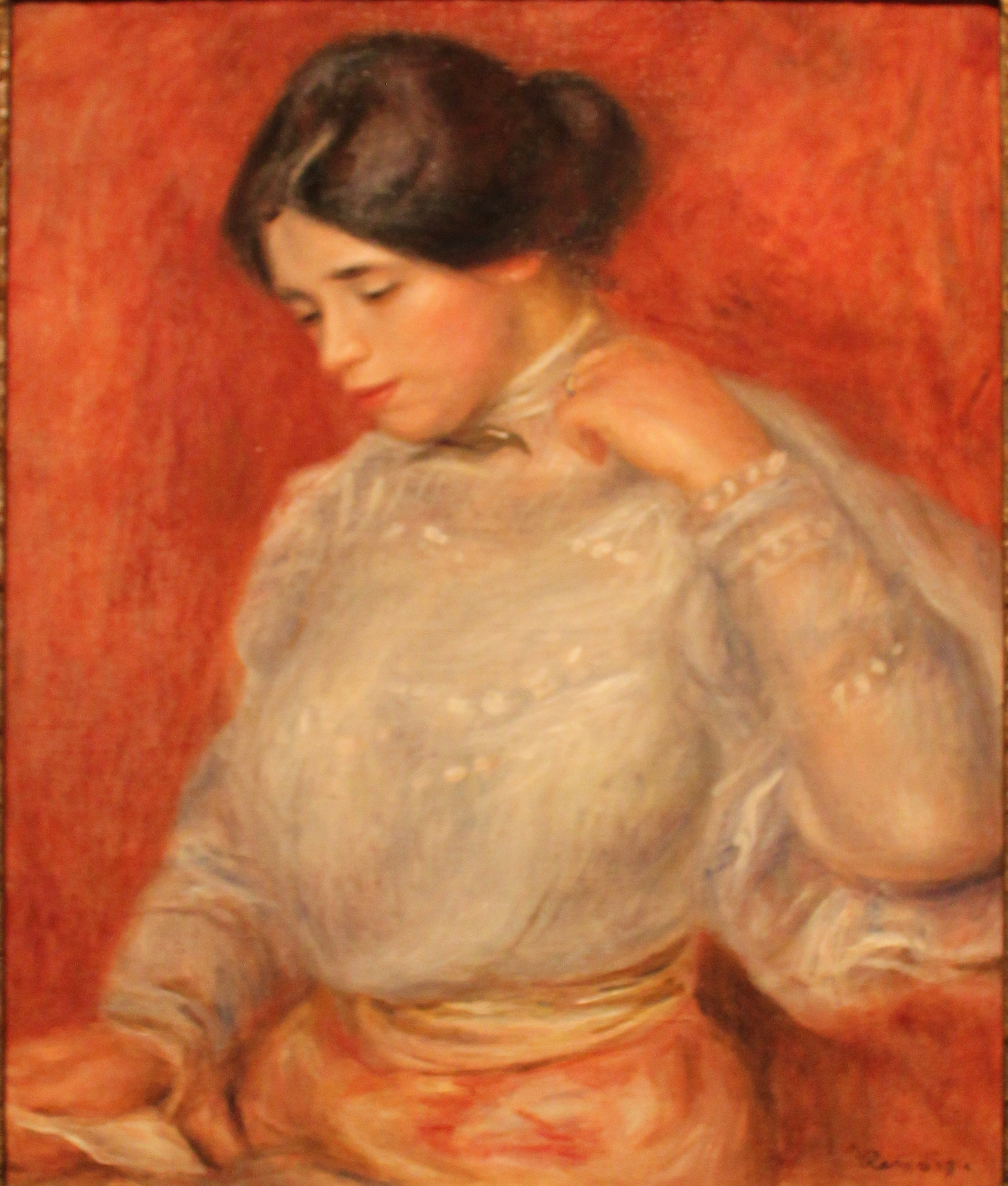
Auguste Renoir, Graziella, 1896
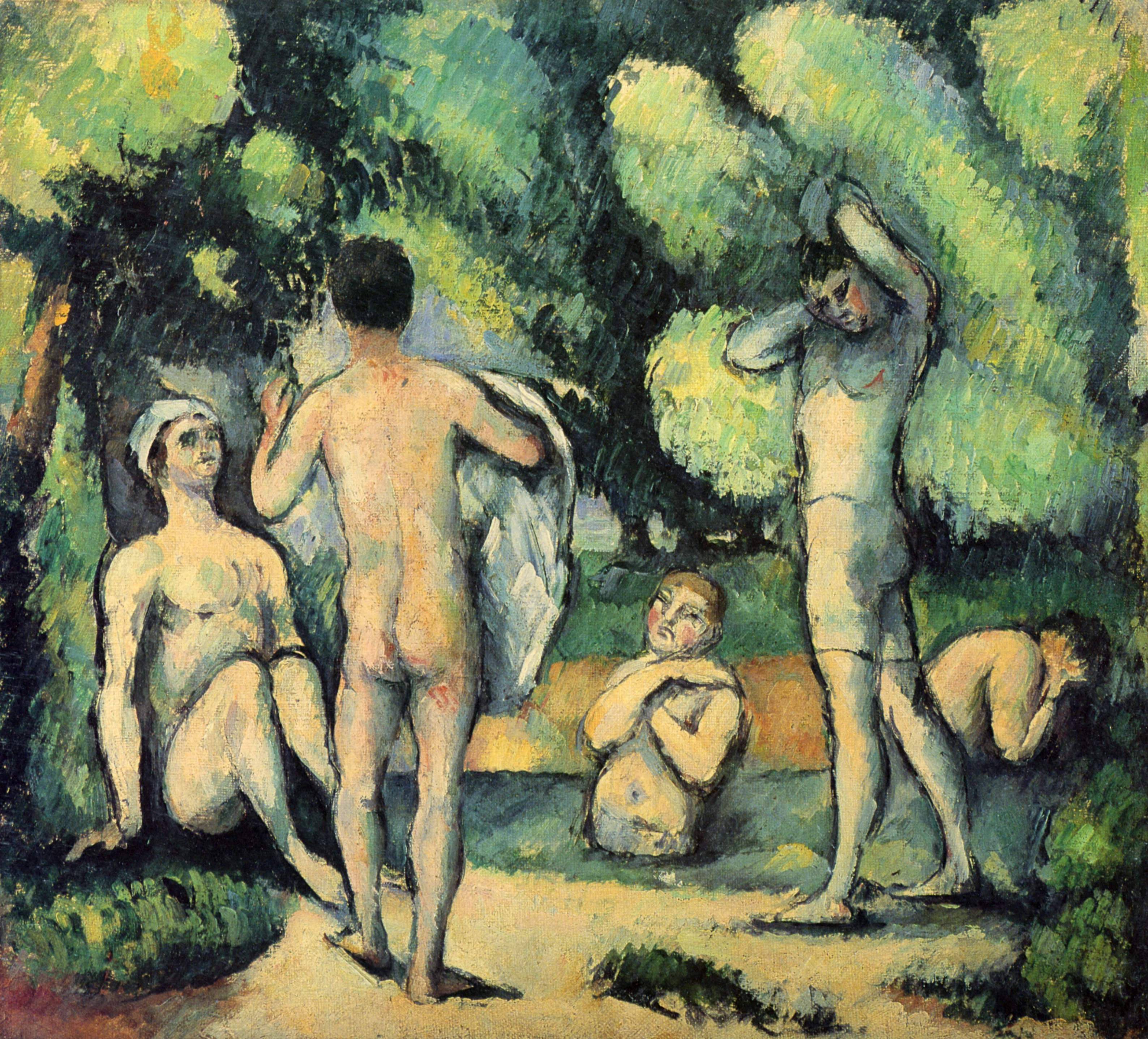
Paul Cézanne, Kąpiący się, 1879-1880
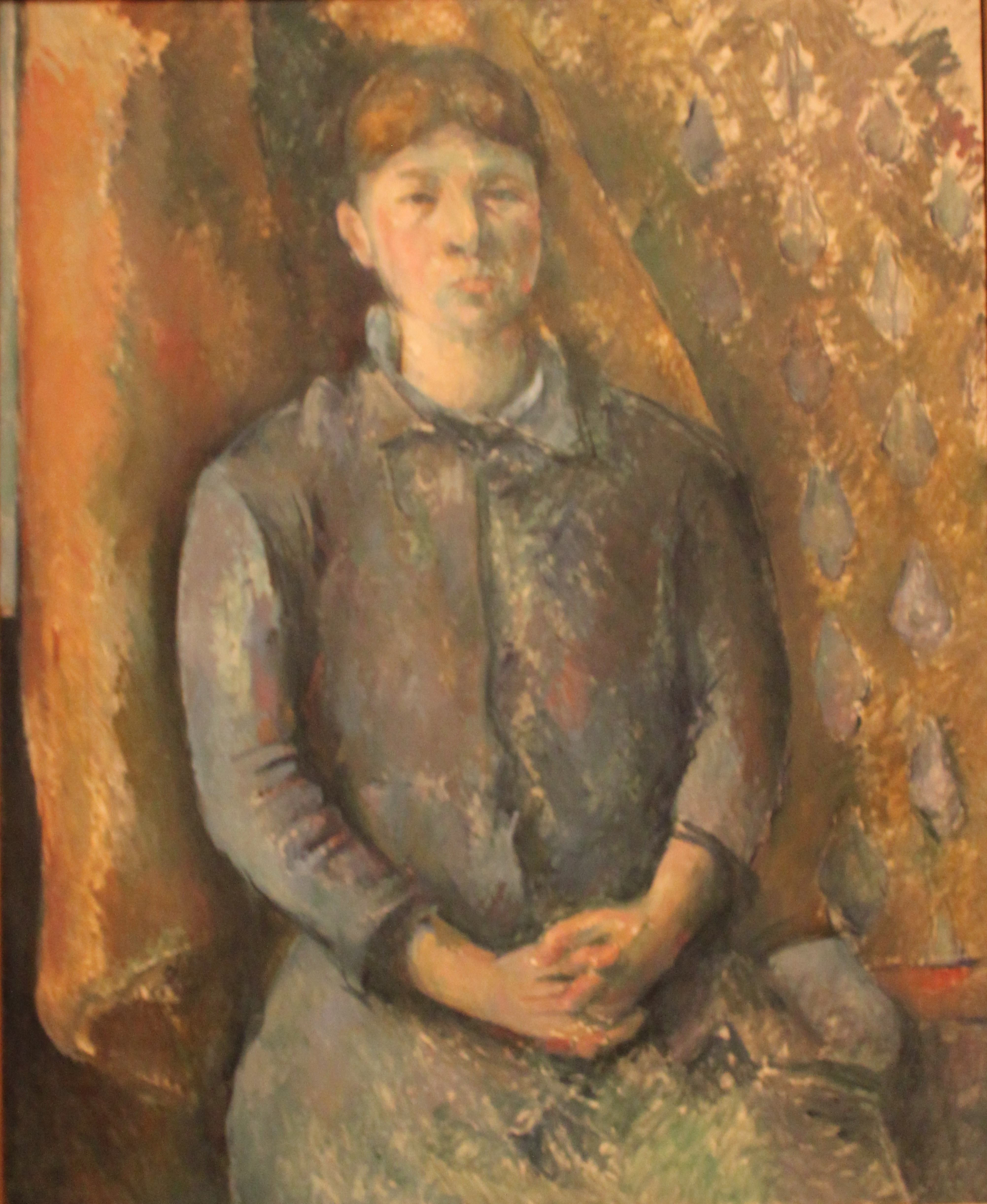
Paul Cézanne, Pani Cézanne, ok. 1886
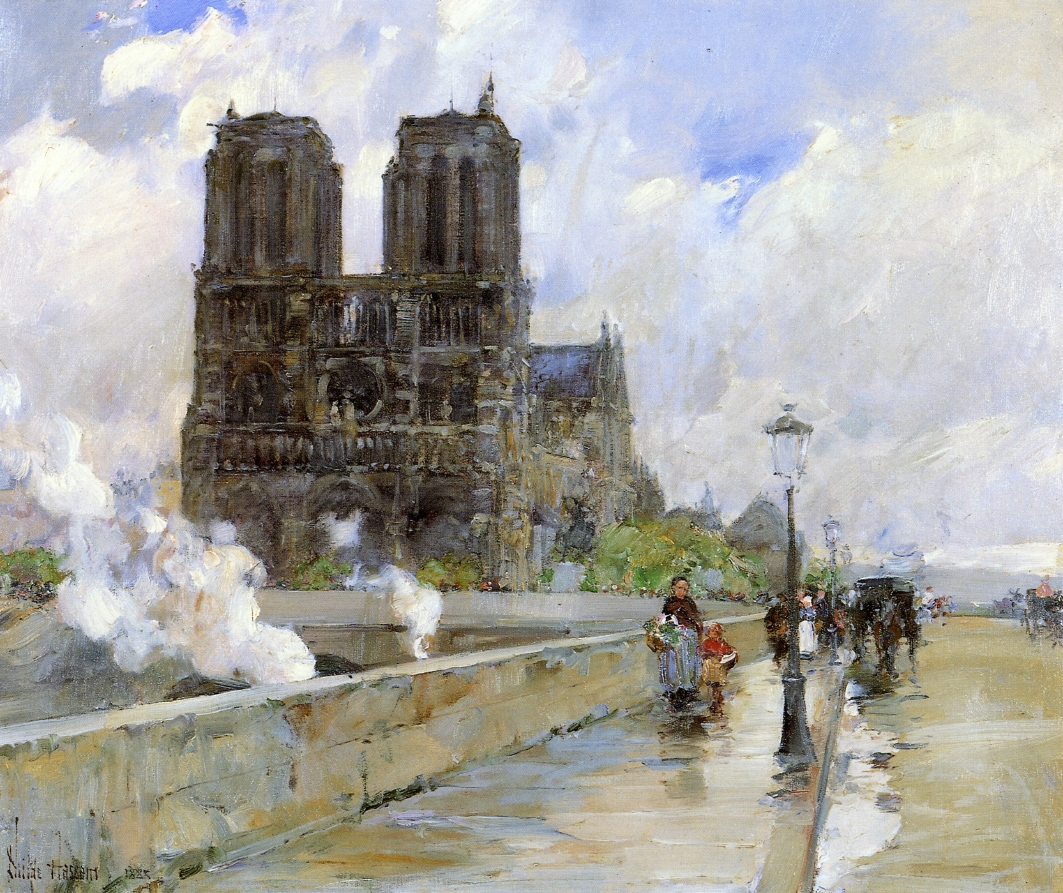
Childe Hassam, Katedra Notre Dame, 1888
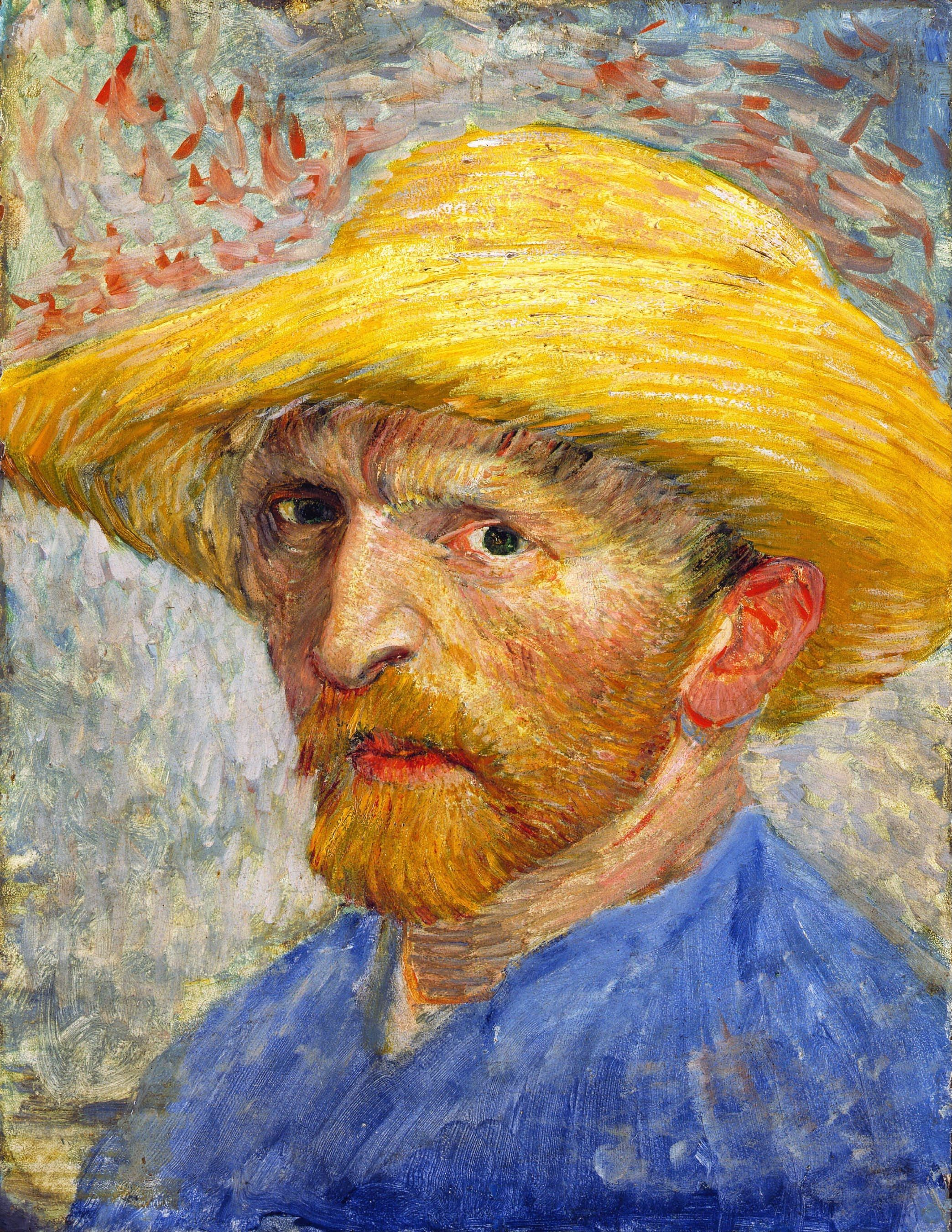
Vincent van Gogh, Autoportret w Słomkowym Kapeluszu III, 1887
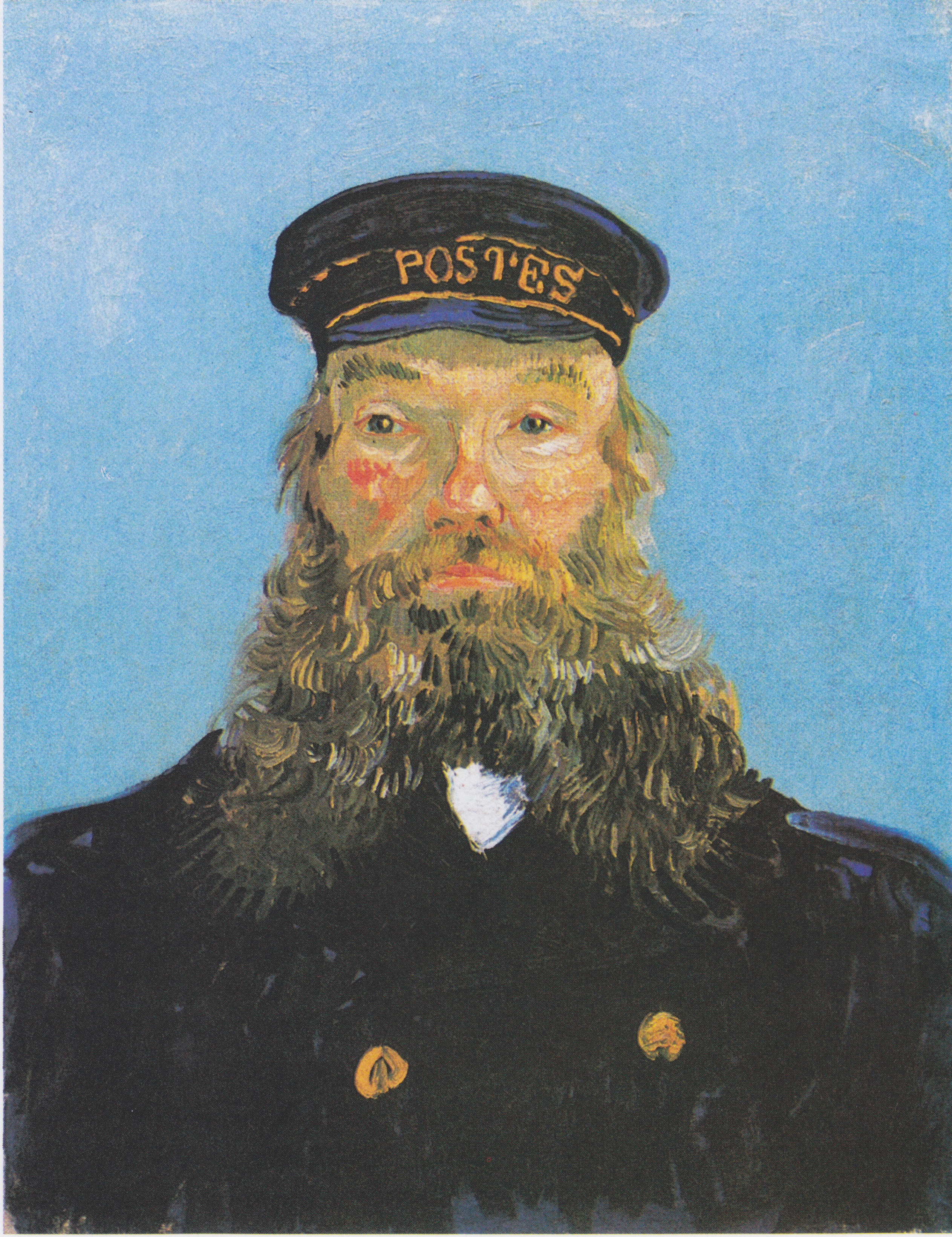
Vincent van Gogh, Portret listonosza Józefa Roulina, 1888
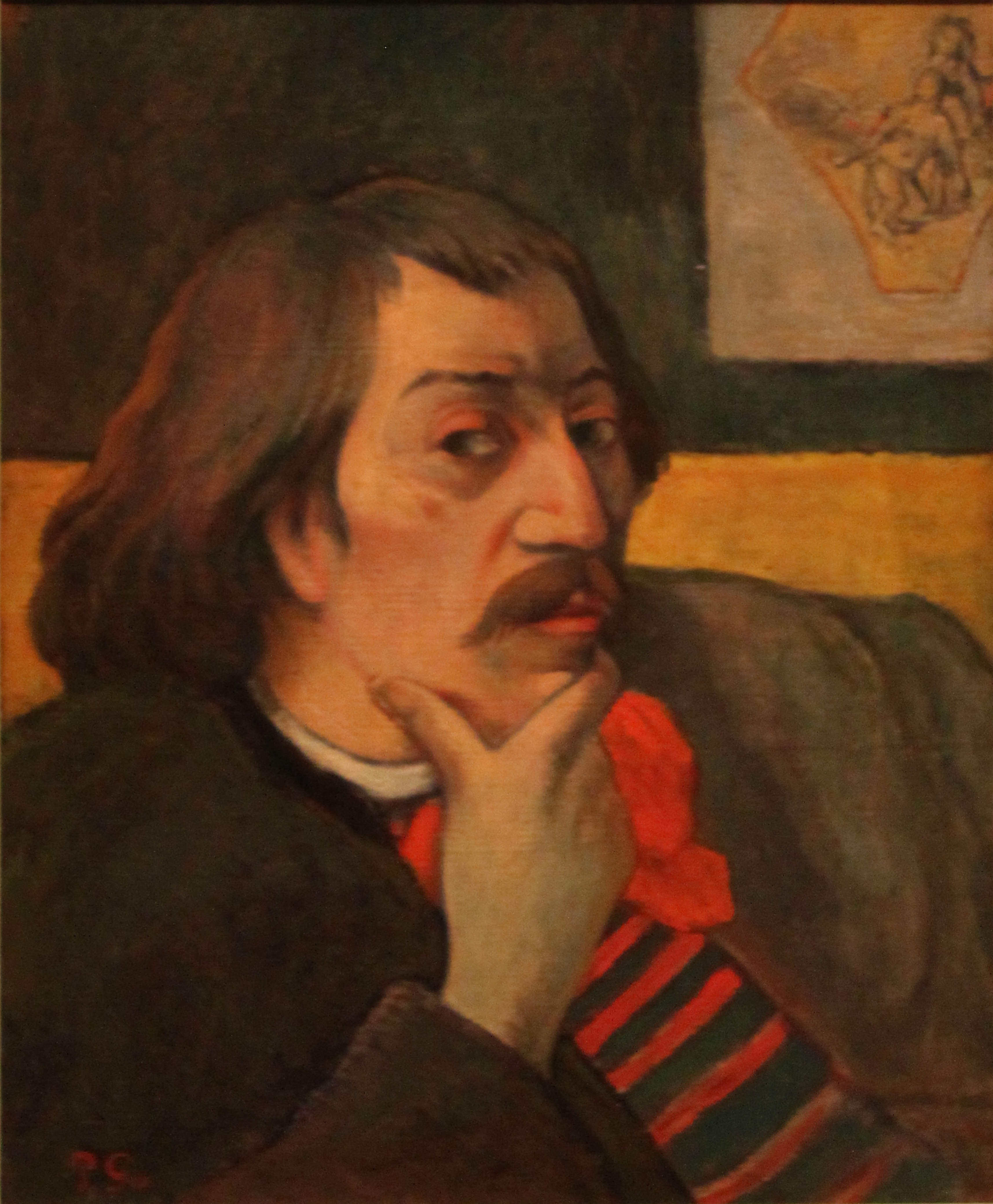
Paul Gauguin, Autoportret, 1893